# Service diplomatique pakistanais
Le service diplomatique pakistanais a été officiellement créée en octobre 1952, après avoir été une organisation improvisée depuis la création et l'indépendance du Pakistan en 1947. Son ancien nom était Foreign Service of India, travaillant au sein de la fonction publique indienne (Inde britannique) avant 1947. Après 1947, le recrutement et l'embauche des employés se font par l'intermédiaire de l'organisation plus large de la fonction publique du Pakistan.